# Кристоф Франц фон Волкенщайн-Тростбург
Кристоф Франц фон Волкенщайн-Тростбург (на немски: Christoph Franz Graf von Wolkenstein-Trostburg; * 1567; † 1633) е граф на Волкенщайн-Тростбург в Южен Тирол в Австрия, президент на Ензисхайм в Елзас.

## Произход
Той е вторият син на фрайхер Мелхиор Ханибал фон Волкенщайн (1537 – 1596) и първата му съпруга Геновева Кристина фон Шпаур-Флавон († 1573), дъщеря на фрайхер Зигмунд фон Шпаур и Флавон († 1544) и Барбара фон Арко († 1576)/ Маргарета фон Номи. Внук е на фрайхер Вилхелм II фон Волкенщайн-Тростбург (1509 – 1577) и първата му съпруга Анна Ботч фон Цвингенберг († ок. 1553).
Баща му се жени втори път 1573 г. за Елеонора фон Валдбург († 1609), сестра на Гебхард I фон Валдбург (1547 – 1601), архиепископ на Кьолн, дъщеря на фрайхер трушсес Вилхелм фон Валдбург (1518 – 1566) и графиня Йохана фон Фюрстенберг (1529 – 1589).
Брат е на Хиполитус фон Волкенщайн (* 1569 † 15 ноември 1630, Пасау), Барбара фон Волкенщайн (* 1565), омъжена за Йохан Якоб фон Лихтенщайн, Катарина фон Волкенщайн († 1618), Йохана Мария фон Волкенщайн (* 1571), омъжена за Кристоф Винтлер, и на Михаел Адам фон Волкенщайн (1583 – 1615). Полубрат е на Карл Адам фон Волкенщайн (* 3 юни 1583, Инсбрук), немски рицар на орден.
На 24 октомври 1630 г. линията Тростбург е издигната като графове фон Волкенщайн, фрайхерен на Тростбург и Нойхаус на имперски граф.

## Фамилия
Кристоф Франц се жени на 16 октомври 1600 г. за графиня Мария фон Еберщайн в Ной-Еберщайн, дъщеря на императорския съветник Филип II фон Еберщайн (1523 – 1589) и графиня Катарина цу Щолберг-Вертхайм († 1598). Мария е внучка на граф Вилхелм IV фон Еберщайн (1497 – 1562) и графиня Йохана фон Ханау-Лихтенберг (1507 – 1572). Те имат четири деца:
- Йохана фон Волкенщайн-Тростбург († 1660), омъжена за Йохан Якоб I фон Валдбург-Цайл (* 2 август 1602; † 18 април 1674)
- Паул Андреас фон Волкенщайн (* 1595; † 1635), фрайхер на Волкенщайн и Еберщайн, от 1628 г. граф на Волкенщайн, женен 1626 г. за Мария фон фон Хоенцолерн-Зигмаринген (* 23 януари 1606; † февруари 1674)
- Фелицитас фон Волкенщайн (* 1596)
- Матиас Медардус фон Волкенщайн